# Engerdals kommun
Engerdals kommun (norska: Engerdal kommune) är en kommun i Innlandet fylke i östra Norge. Kommunens centralort är kyrkbyn Engerdal. 

## Administrativ historik
Engerdals kommun bildades 1911 genom att olika områden i var och en av de fyra kommunerna Trysil, Tolga, Ytre Rendal och Øvre Rendal styckades av och tillsammans bildade en ny kommun.

## Kommunvapen
Kommunvapnet godkändes 1991 och föreställer ett bogträ i guld på grön bakgrund. Det symboliserar samarbetet mellan hästen och människan, både i arbetslivet och i fritidsaktiviteter.

## Tätorter
I Engerdals kommun finns en tätort:
- Drevsjø

Orten Sorken har tidigare räknats som en tätort men uppfyller inte längre kriterierna.

## Socknar
Inom Norska kyrkan är Engerdals kommun indelad i fem socknar:
- Drevsjø socken
- Elgå socken
- Engerdals socken
- Sømådalens socken
- Søre Elvdals socken

Socknarna ingår i Sør-Østerdals prosteri i Hamars stift.